# Gatzara jubilaea
Gatzara jubilaea är en insektsart som beskrevs av Navás 1915. Gatzara jubilaea ingår i släktet Gatzara och familjen myrlejonsländor. Inga underarter finns listade i Catalogue of Life.